# Enzo Coloni Racing Car Systems

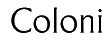
Logo de Coloni.

Enzo Coloni Racing Car Systems, conocida simplemente como Coloni, es un equipo de carreras y constructor. Luego de unos años en Fórmula 3 y Fórmula 3000, en 1987, entra al Campeonato Mundial de Fórmula 1.

## Historia

### Fórmula 1

#### inicios (1987-1989)
Después de no tener éxito en Fórmula 3000, Enzo Coloni decide inscribir su equipo en Fórmula 1 para algunas carreras de la temporada 1987. Como transcurría la temporada. su primer auto fue el FC187 con motor Cosworth DFZ V8, diseñado por el exdiseñador de Dallara, Roberto Ori, El equipo aparece por primera vez en el Gran Premio de Italia de ese año con el italiano Nicola Larini, donde no consiguió clasificar para la carrera. Después de saltarse la carrera siguiente, el equipo aparece de nuevo para el Gran Premio de España donde lograron clasificar y disputar la carrera pero solo dieron ocho vueltas por una suspensión rota. luego el equipo decide no correr las carreras restantes para prepararse mejor para el siguiente año.

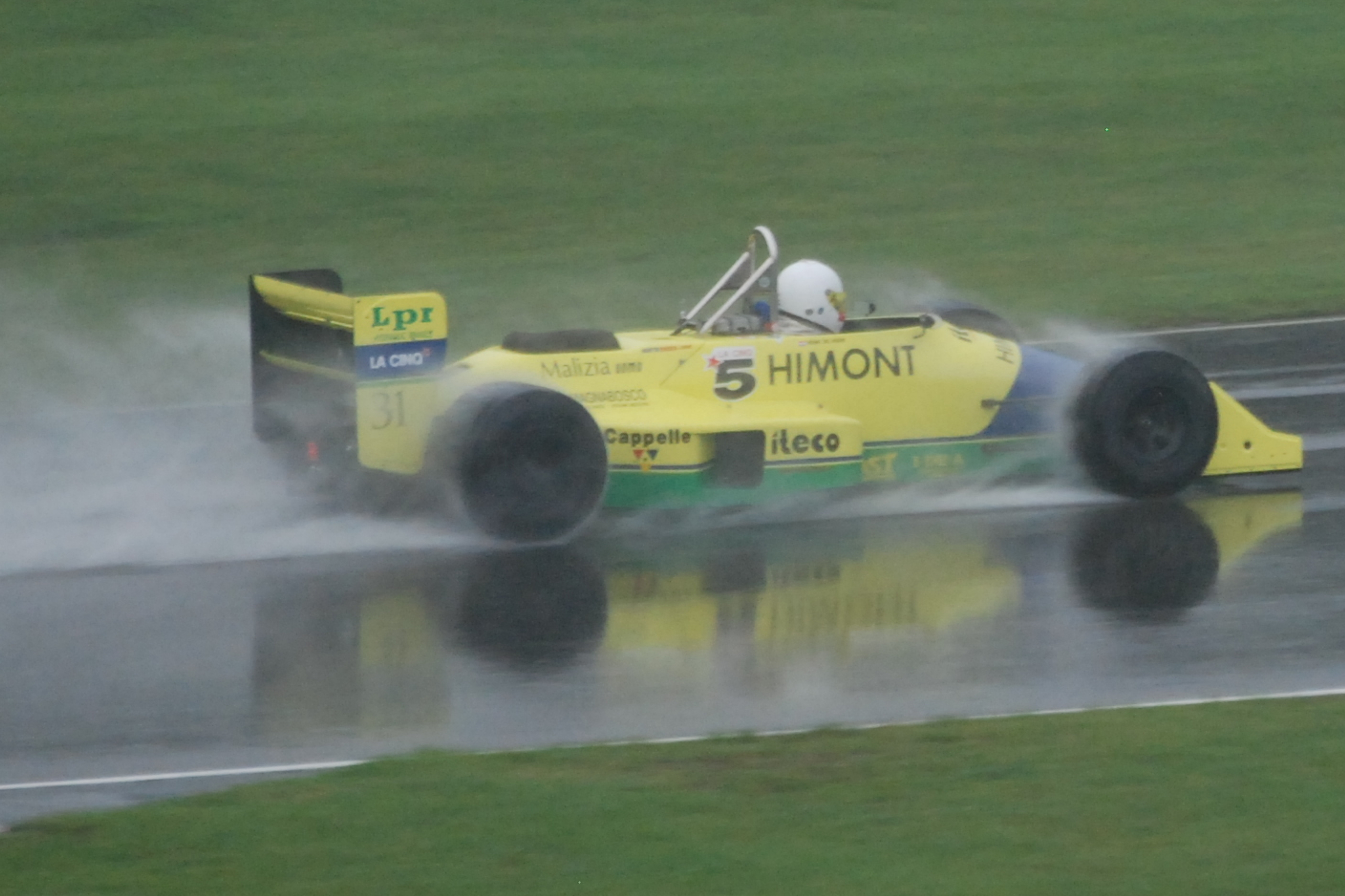
Coloni FC188B en una exhibición en 2008.

Para 1988, el equipo disputó la temporada completa con Gabriele Tarquini logrando entrar 8 de las 16 carreras, logrando un octavo puesto en Canadá como mejor resultado con el FC188, sin puntos.
a pesar de que el dinero era escaso, el equipo inscribe dos coches para 1989, con los pilotos Roberto Moreno y Pierre-Henri Raphanel. El equipo uso una evolución del FC188 para las primeras carreras. En Mónaco, el equipo logró clasificar por primera, y única vez, los dos monoplazas en carrera, sin embargo ninguno de los dos lo lograron terminar. En Canadá fueron remplazados los FC188B por el nuevo Coloni C3 diseñado por Cristian Vanderplyn. El nuevo C3 era un buen diseño y tenía algo de potencial según analistas, pero la falta de fondos para su desarrollo lastro el rendimiento del coche. Moreno clasificó y corrió la carrera pero Raphanel no precalificó. El brasilero clasificó tres carreras más, pero Raphanel fue remplazado por Enrico Bertaggia quien no logró precalificar en las últimas 6 carreras. El Gran Premio de Portugal de 1989 sería la última vez que se vería un Coloni en carrera.

#### Coloni-Subaru (1990)
Afines de los años 80, Subaru planea ingresar a Fórmula 1 como proveedor de motores, al no tener experiencia, Subaru recurrió a Carlo Chiti de Motori Moderni quien diseñó y construyó el motor bóxer de 12 cilindros que fue bautizado como Subaru 1235F12. El motor fue probado por Minardi pero al ver desempeño del motor, Giancarlo Minardi perdió el interés, A pesar de que había un preacuerdo de utilizar los motores gratis para la temporada 1989. Después el CEO de Subaru, Yoshio Takaoka decide adquirir un equipo pequeño, ya que resultaba más rentable para empezar desde 0. Meses después, Subaru se hace con el 51% del equipo Coloni y fue renombrado como "Subaru Coloni", pagaron las deudas del pequeño equipo y la empresa de Fuji Heavy Industries impulso económicamente al proyecto.
A comienzos de la temporada 1990 el equipo se presenta con el Coloni C3B con los colores de Fuji Heavy Industries, una variante del modelo del año anterior para acomodar el motor Subaru y sus accesorios. Según fuentes extraoficiales, la potencia motor era de 550-600 HP a 12500 RPM y un peso de 159 kilos, es decir, casi 100 HP menos y 35 kilos más pesado que el motor Honda V10 de McLaren. En la primera carrera del año, (apenas montaron el auto por primera vez cuando llegaron a Phoenix) con el piloto Bertrand Gachot no pudo preclasificar ni en ninguna de las siguientes por el sobrepeso del auto provocado del motor, la poca fiabilidad del mismo y del mal manejo del auto (solo el Life W12 resultó peor que el motor Subaru), desarrollaban poco el coche y apenas mejoraban. A pesar de que acordaron con Chiti para construir un nuevo motor y un nuevo chasis, se desarrolló poco el nuevo coche en la sede del equipo y el motor nunca se construyó. Además, hubo una disputa de propiedad del equipo por los desentendimientos entre los dirigentes Yoshio Takaoka y Enzo Coloni lo que llevó al japonés comprar todo el equipo y desplazar a Enzo Coloni del equipo en mayo, pero las prestaciones del coche no mejoraron. Habían quitado peso del monoplaza pero no había forma de "adelgazar el motor", el auto tenía un lastre insalvable. En julio, Subaru decide abandonar la categoría por los malos resultados y el equipo fue devuelto a Enzo Coloni sin deudas, sin patrocinadores y sin motores.

##### Vuelta a motores Ford (1990-1991)
Después de la negativa alianza con Subaru, el equipo aparece para la ronda en Alemania con el Coloni C3C (segunda variante del auto de 1989, con pequeños cambios en la aerodinámica) con los motores Ford Cosworth DFR preparados por Langford y Peck. El coche era más rápido y Gachot paso las precalificaciones hasta la última carrera de la temporada pero nunca clasificaron para las carreras. Coloni no corrió ninguna carrera en ese año.

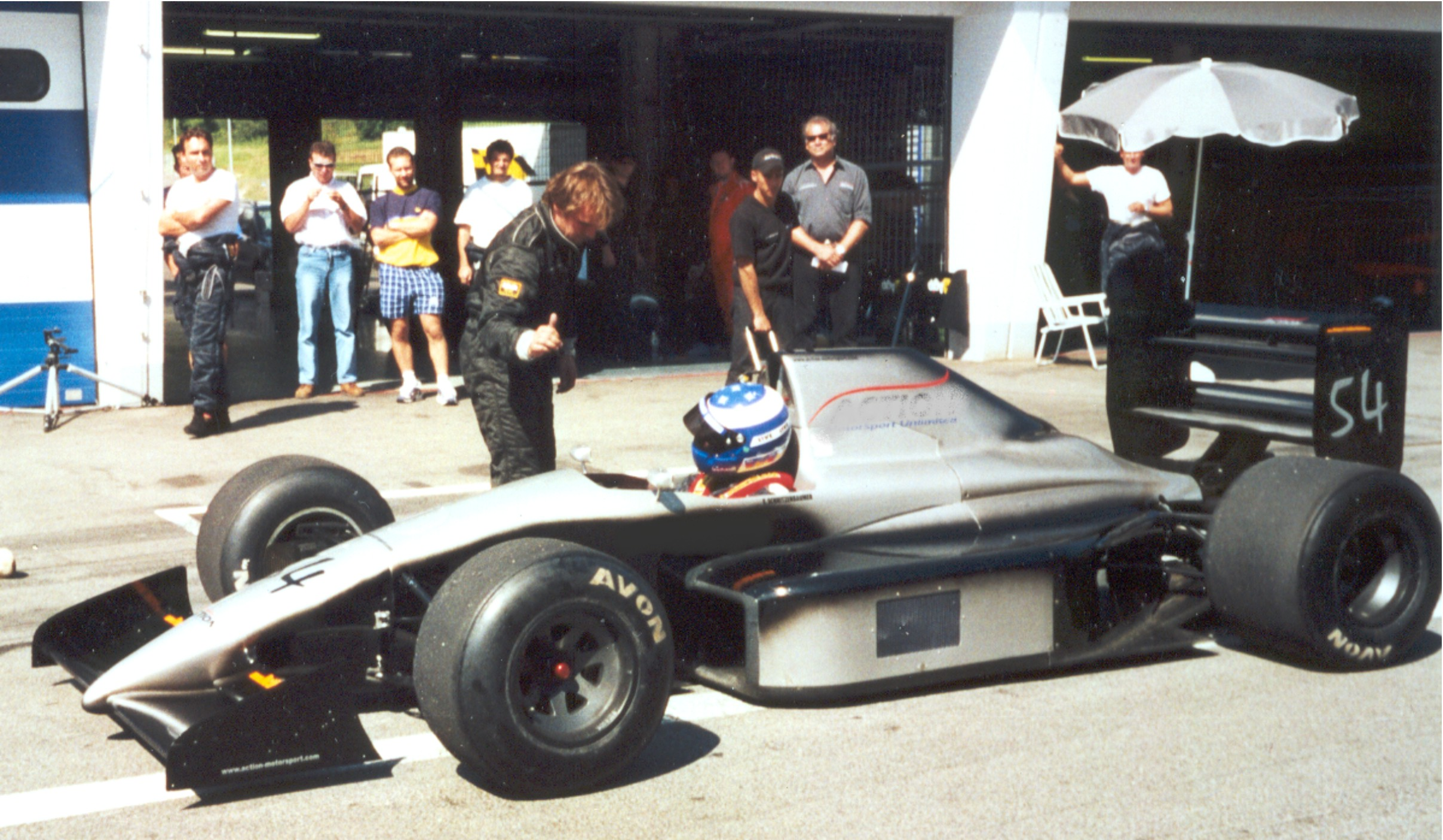
Coloni C4 durante unos entrenamientos.

Para 1991, el equipo tenía escaso personal técnico y pocos recursos. El coche para temporada 1991 es el Coloni C4, que el cual era otra variante del Coloni C3 de 1989 con algunos cambios diseñados por los estudiantes de la Universidad de Perugia. Se esperaba que Andrea de Cesaris manejara para el equipo, pues era patrocinado por Marlboro, pero el italiano llevó su dinero y experiencia al debutante equipo Jordan. Entonces Coloni contrató al portugués Pedro Chaves como único piloto y el equipo cambia de preparador de motores por Brian Hart. El auto era frágil, lento y difícil de manejar. Chaves nunca pudo precalificar ninguna carrera, causando la renuncia del portugués después de la carrera en su país. Para las últimas dos carreras de la temporada, el equipo contrata a otro debutante, Naoki Hattori, un piloto japonés sin experiencia en un F1 quien tampoco logró preclasificar.
A finales de 1991, Coloni vendió su equipo a Andrea Sassetti, quien cambió el nombre por Andrea Moda Formula; pero el nuevo equipo no duró mucho ya que fue expulsado de la Fórmula 1 a finales de la temporada 1992.

## Resultados

### Fórmula 1
(Clave) (negrita indica pole position) (cursiva indica vuelta rápida)

| Año         | Chasis       | Motor                    | Neu. | N.º | Pilotos               | 1    | 2    | 3    | 4    | 5    | 6    | 7    | 8    | 9    | 10   | 11   | 12   | 13   | 14   | 15   | 16   | Puntos | Pos. |
| ----------- | ------------ | ------------------------ | ---- | --- | --------------------- | ---- | ---- | ---- | ---- | ---- | ---- | ---- | ---- | ---- | ---- | ---- | ---- | ---- | ---- | ---- | ---- | ------ | ---- |
| 1987        | FC187        | Ford Cosworth DFZ 3.5 V8 | G    |     |                       | BRA  | SMR  | BEL  | MON  | USA  | FRA  | GBR  | GER  | HUN  | AUS  | ITA  | POR  | ESP  | MEX  | JPN  | AUS  | 0      | NC   |
| 1987        | FC187        | Ford Cosworth DFZ 3.5 V8 | G    | 32  | Nicola Larini         |      |      |      |      |      |      |      |      |      |      | DNQ  |      | Ret  |      |      |      | 0      | NC   |
| 1988        | FC188 FC188B | Ford Cosworth DFZ 3.5 V8 | G    |     |                       | BRA  | SMR  | MON  | MEX  | CAN  | USA  | FRA  | GBR  | GER  | HUN  | BEL  | ITA  | POR  | ESP  | JPN  | AUS  | 0      | NC   |
| 1988        | FC188 FC188B | Ford Cosworth DFZ 3.5 V8 | G    | 31  | Gabriele Tarquini     | Ret  | Ret  | Ret  | 14   | 8    | DNPQ | DNPQ | DNPQ | DNPQ | 13   | Ret  | DNQ  | 11   | DNPQ | DNPQ | DNQ  | 0      | NC   |
| 1989        | FC188B FC189 | Ford Cosworth DFR 3.5 V8 | P    |     |                       | BRA  | SMR  | MON  | MEX  | USA  | CAN  | FRA  | GBR  | GER  | HUN  | BEL  | ITA  | POR  | ESP  | JPN  | AUS  | 0      | NC   |
| 1989        | FC188B FC189 | Ford Cosworth DFR 3.5 V8 | P    | 31  | Roberto Moreno        | DNQ  | DNQ  | Ret  | DNQ  | DNQ  | Ret  | DNQ  | Ret  | DNPQ | DNPQ | DNPQ | DNQ  | Ret  | DNPQ | DNPQ | DNPQ | 0      | NC   |
| 1989        | FC188B FC189 | Ford Cosworth DFR 3.5 V8 | P    | 32  | Pierre-Henri Raphanel | DNPQ | DNPQ | Ret  | DNPQ | DNPQ | DNPQ | DNPQ | DNPQ | DNPQ | DNPQ |      |      |      |      |      |      | 0      | NC   |
| 1989        | FC188B FC189 | Ford Cosworth DFR 3.5 V8 | P    | 32  | Enrico Bertaggia      |      |      |      |      |      |      |      |      |      |      | DNPQ | DNPQ | DNPQ | DNPQ | DNPQ | DNPQ | 0      | NC   |
| 1990        | C3B          | Subaru 1235 3.5 F12      | G    |     |                       | USA  | BRA  | SMR  | MON  | CAN  | MEX  | FRA  | GBR  | GER  | HUN  | BEL  | ITA  | POR  | ESP  | JPN  | AUS  | 0      | NC   |
| 1990        | C3B          | Subaru 1235 3.5 F12      | G    | 31  | Bertrand Gachot       | DNPQ | DNPQ | DNPQ | DNPQ | DNPQ | DNPQ | DNPQ | DNPQ |      |      |      |      |      |      |      |      | 0      | NC   |
| 1990        | C3C          | Ford Cosworth DFR 3.5 V8 | G    | 31  | Bertrand Gachot       |      |      |      |      |      |      |      |      | DNPQ | DNPQ | DNQ  | DNQ  | DNQ  | DNQ  | DNQ  | DNQ  | 0      | NC   |
| 1991        | C4           | Ford Cosworth DFR 3.5 V8 | G    |     |                       | USA  | BRA  | SMR  | MON  | CAN  | MEX  | FRA  | GBR  | GER  | HUN  | BEL  | ITA  | POR  | ESP  | JPN  | AUS  | 0      | NC   |
| 1991        | C4           | Ford Cosworth DFR 3.5 V8 | G    | 31  | Pedro Chaves          | DNPQ | DNPQ | DNPQ | DNPQ | DNPQ | DNPQ | DNPQ | DNPQ | DNPQ | DNPQ | DNPQ | DNPQ | DNPQ |      |      |      | 0      | NC   |
| 1991        | C4           | Ford Cosworth DFR 3.5 V8 | G    | 31  | Naoki Hattori         |      |      |      |      |      |      |      |      |      |      |      |      |      |      | DNPQ | DNPQ | 0      | NC   |
| Referencia: |              |                          |      |     |                       |      |      |      |      |      |      |      |      |      |      |      |      |      |      |      |      |        |      |